# Đại học Duy Tân

Đại học Duy Tân cơ sở 254 Nguyễn Văn Linh, Đà Nẵng

Đại học Duy Tân (tiếng Anh: Duy Tan University) tiền thân là Trường Đại học Duy Tân, thành lập năm 1994. Đây là trường tư thục đầu tiên tại miền Trung Việt Nam. Năm 2019, trường được trao Huân chương Lao động hạng Nhất.
Ngày 07/10/2024 Phó Thủ tướng Chính phủ Lê Thành Long ký Quyết định số 1115/QĐ-TTg chuyển Trường Đại học Duy Tân thành Đại học Duy Tân. Đại học Duy Tân chính thức trở thành ĐẠI HỌC thứ 8 tại Việt Nam sau Đại học Quốc gia Hà Nội, Đại học Quốc gia TP HCM, Đại học Thái Nguyên, Đại học Huế, Đại học Đà Nẵng, Đại học Bách khoa Hà Nội và Đại học Kinh tế TP HCM. Đại học Duy Tân cũng là Đại học tư thục đầu tiên được chuyển đổi từ “Trường Đại học” lên thành “Đại học”.
Trường hợp tác với nhiều Đại học quốc tế, có mặt trong các bảng xếp hạng đại học quốc tế. Tuy nhiên, trường gây nhiều tranh cãi trong dư luận xung quanh sai phạm về liêm chính trong nghiên cứu khoa học, sa thải giảng viên vì bình luận về cách chính quyền xử lý đại dịch COVID-19, sai phạm về tuyển sinh, sử dụng người lao động và tài chính.

## Lịch sử hình thành
Trường Đại học Duy Tân được thành lập vào ngày 11/11/1994 theo Quyết định Số 666/TTg của Thủ tướng Chính phủ. Nhà giáo Ưu tú Lê Công Cơ là Hiệu trưởng đầu tiên.
Năm 2002, Cơ sở 254 Nguyễn Văn Linh được đưa vào vận hành. Năm 2018, Tiến sĩ Lê Nguyên Bảo tiếp nhận và trở thành Hiệu trưởng tiếp theo của Trường Đại học Duy Tân.
Ngày 07/10/2024 Trường Đại học Duy Tân được chuyển thành Đại học Duy Tân và là Đại học thứ 8 tại Việt Nam.

## Cơ cấu tổ chức

### Trường trực thuộc (08)
- Trường Khoa học Máy tính.
- Trường Công nghệ;
- Trường Y Dược
- Trường Kinh tế;
- Trường Ngôn ngữ - Xã hội Nhân văn
- Trường Đào tạo Quốc tế;
- Trường Du lịch.
- Viện Quản lý Nam Khê.

### Khối đào tạo (09)
- Khoa Đào tạo Sau đại học;
- Khoa Lý luận Chính trị
- Khoa Khoa học Tự nhiên;
- Trung tâm Giáo dục Thể chất - Quốc phòng;
- Trung tâm Đào tạo Bằng 2;
- Trung tâm Ngoại ngữ;
- Trung tâm Tin học DTITC;
- Trung tâm Đào tạo eUniversity;
- Trung tâm Huấn luyện và Khảo thí.

### Khối Hành chính - Phục vụ (12)
- Văn phòng trường;
- Phòng Tổ chức;
- Phòng Đào tạo;
- Phòng Công tác sinh viên;
- Phòng Thanh tra;
- Phòng Quản lý Khoa học;
- Phòng Hợp tác Doanh nghiệp và Chuyển giao Công nghệ;
- Trung tâm Đảm bảo chất lượng và Khảo thí
- Thư viện;
- Đảng bộ
- Công đoàn
- Đoàn thanh niên.

### Khối nghiên cứu - ứng dụng (05)
- Viện Nghiên cứu và Phát triển Công nghệ cao;
- Viện Nghiên cứu Lý thuyết và Ứng dụng;
- Trung tâm Công nghệ Phần mềm (CSE)
- Trung tâm Công nghệ Thông tin (CIT)
- Trung tâm Học liệu (LRC)

## Đào tạo

### Hợp tác quốc tế
Trường hợp tác, chuyển giao chương trình đào tạo với:
- Đại học Carnegie Mellon (CMU) triển khai các chương trình chuẩn quốc tế về ngành Công nghệ Phần mềm, Hệ thống Thông tin và An toàn Thông tin;
- Đại học Bang Pennsylvania đào tạo các chương trình về ngành Quản trị Kinh doanh, Kế toán, Tài chính-Ngân hàng, Du lịch Khách sạn và Du lịch Nhà hàng;
- Đại học Bang California ở Fullerton triển khai các chương trình tiên tiến ngành Kiến trúc và Xây dựng tại miền Trung Việt Nam.
- Đại học Purdue Northwest đào tạo Chương trình Tiên tiến ngành Điện - Điện tử, Cơ Điện tử.

Trường triển khai đào tạo Du học Tại chỗ và Du học Nước ngoài qua các hợp tác với:
- Trường Cao đẳng Cộng đồng Lorain Country (Mỹ) triển khai chương trình Du học 1+1+2[11]; Đại học Purdue, Đại học Appalachian State và Medaille College (Buffalo, Mỹ) triển khai chương trình Du học 2+2[12];
- Đại học Coventry (Anh Quốc) đưa sinh viên đi du học theo chương trình 3+1[13];
- Đại học Keuka đào tạo Chương trình Học và Lấy bằng Mỹ tại Việt Nam ngành Quản trị Kinh doanh
- Đại học Troy đào tạo ngành Quản trị Du lịch & Khách sạn và ngành Công nghệ Thông tin[14].

### Ngành nghề đào tạo
Dưới đây là các khối ngành của trường:
- Khối ngành Công nghệ Thông tin: An toàn Thông tin, Công nghệ Phần mềm, Big Data & Machine Learning, Trí tuệ Nhân tạo;
- Khối ngành Kỹ thuật - Công nghệ:  Điện-Điện tử, Xây dựng, Kiến trúc - Mỹ thuật, Quản lý Tài nguyên Môi trường, Quản lý Tài nguyên Du lịch, Công nghệ Thực phẩm;
- Khối ngành Kinh tế: Ngoại thương, Kinh doanh Thương mại, Kinh doanh số, Tài chính Doanh nghiệp, Ngân hàng, Quản trị Nhân lực, Quản trị Marketing, Quản trị Kinh doanh Bất động sản, Kế toán, Luật và Luật Kinh tế;
- Khối ngành Du lịch: đào tạo cử nhân các ngành Quản trị Du lịch Nhà hàng, Khách sạn, Lữ hành, Quản trị Sự kiện và Giải trí.
- Khối ngành Khoa học Sức khỏe:  Bác sĩ Đa khoa, Bác sĩ Răng-Hàm-Mặt, Điều dưỡng Đa khoa, Dược sĩ Đại học;
- Các chương trình Đào tạo Quốc tế và chương trình Tài năng: đào tạo cử nhân, kỹ sư, kiến trúc sư trên nền tảng tiếp nhận các chương trình chuyển giao từ các đại học của Mỹ hay hợp tác với các quốc gia như Anh Quốc, Canada,…
- Khối ngành Ngoại ngữ và Xã hội Nhân văn: tiếng Anh, tiếng Hàn, tiếng Trung, Văn Báo chí, Truyền thông Đa phương tiện, Văn hóa Du lịch, Quan hệ Quốc tế.

## Bê bối

### Thành tích ảo trong nghiên cứu khoa học, gian lận tác giả
Năm 2021, trong vòng vài tháng, Đại học Duy Tân xuất hiện 7 lần trong loạt bài báo bị nhiều tạp chí gỡ bỏ vì gian lận tác giả. Kết quả phân tích danh sách đồng tác giả bằng phần mềm VOSviewer cho thấy Narjes Nabipour của ĐH Duy Tân, một tác giả không thể xác định danh tính.
Iskander Tlili, là người đang làm việc tại khoa Kỹ thuật cơ khí (Mechanical Engineering), Đại học Majmaah ở Ả Rập Xê-út. Từ 2018 đến 2021, Iskander Tlili đã đăng 171 bài báo ghi địa chỉ liên hệ là Đại học Tôn Đức Thắng, 49 bài khác lấy địa chỉ là Đại học Duy Tân. Chỉ tính riêng 8 tháng đầu năm 2021, người này đã đăng 111 bài với địa chỉ liên hệ là Tôn Đức Thắng và 48 bài với Duy Tân. Iskander Tlili không có tên trong danh sách nhân sự của cả Đại học Tôn Đức Thắng lẫn Đại học Duy Tân.
Theo thông báo từ tạp chí Chemical Engineering and Processing: Process Intensification, bài báo của một tác giả tên Narjes Nabipour bị gỡ bỏ bởi ba lý do: quan ngại về danh tính tác giả “David Ross” (là tên một đồng tác giả trong bài mà Narjes Nabipour của Trường ĐH Duy Tân làm tác giả liên hệ) khi Đại học Texas tại Austin phủ nhận người này làm việc tại trường; tên của các đồng tác giả đã được thêm vào bản thảo chỉnh sửa mà không thông báo cho biên tập viên - một việc làm trái với chính sách của tạp chí về thay đổi tác giả; các tác giả không thể giải trình hợp lý đóng góp của họ trong bài báo. Theo thống kê của Retraction Watch, David Ross còn 3 bài báo nữa cũng đã bị các tạp chí gỡ bỏ. Ngoài ra, một số bài báo khác của nhân vật mạo danh này có đồng tác giả từ Trường ĐH Duy Tân. Một trường hợp khác là Narjes Nabipour, khi tiến hành tra cứu tên không kèm theo bất kỳ giới hạn nào, máy tìm kiếm Google chỉ hiển thị 36 kết quả, tất cả đều hướng về tác giả Narjes Nabipour của Trường ĐH Duy Tân và không hé lộ thêm điều gì về lý lịch khoa học của người này trước năm 2019. Ngoài ra một tác giả khác là Shahaboddin Shamshirband có lúc khai nơi làm việc là Trường ĐH Duy Tân, nhưng trong các bài báo đứng tên chung với Narjes Nabipour (sử dụng địa chỉ là Trường ĐH Duy Tân), ông này luôn lấy địa chỉ cơ quan là Trường ĐH Tôn Đức Thắng.
Đại học Duy Tân thường đứng đầu Việt Nam trong nhiều bảng xếp hạng nhưng theo Nature Index, Trường ĐH Duy Tân chỉ có 2 bài nội lực trong tổng số 15 bài báo được thống kê, tỷ lệ nội lực chỉ đạt 13,3%.

### Sa thải giảng viên vì phát ngôn về dịch COVID-19
Chiều ngày 9 tháng 8 năm 2021, ông Nguyễn Thành Dương, Chánh văn phòng Đại học Duy Tân cho biết, đơn vị vừa có quyết định sa thải đối với nữ giảng viên Trần Thị Thơ, khoa Ngoại ngữ, vì có phát ngôn sai về dịch COVID-19.. Trước đó, ngày 7 tháng 8, đại diện Phòng An ninh Chính trị nội bộ Công an thành phố Đà Nẵng cho biết, lực lượng nghiệp vụ đang vào cuộc xác minh, làm rõ các nội dung liên quan đến một video clip tranh luận giữa sinh viên và giảng viên Đại học Duy Tân Đà Nẵng về cuộc chiến chống dịch COVID-19 của Việt Nam.
Clip về đoạn hội thoại này dài gần 4 phút ghi lại cảnh buổi học qua ứng dụng Zoom giữa giảng viên Đại học Duy Tân và sinh viên vào ngày 5/8/2021. Trong phần tranh luận về vấn đề phòng chống dịch COVID-19 tại Việt Nam, nữ giảng viên không đồng tình với cách chống dịch của chính quyền:
"Cô cảm thấy nhục nhã khi thấy đồng bào của cô chạy xe máy một ngàn rưỡi cây số về quê. Cô cảm thấy rất nhục nhã về điều đó. Tại sao cũng là người mà khi mà dịch đến những quốc gia khác trên thế giới người ta được hỗ trợ rất nhiều kể cả cái việc tiếp cận vaccine. Còn chúng ta thì như thế nào. Đồng bào của chúng ta... Em lên chỗ đèo Hải Vân coi kìa, đó là một sự nhục nhã. Đó mới thật sự là nhục nhã. Khi em lên đèo Hải Vân em thấy những người chạy xe máy tả tơi mà họ phải đi về. Tại sao họ phải chịu cảnh đó, cô thấy điều đó là cực kì nhục nhã đối với chúng ta. Chúng ta [nên] cảm thấy cực kì nhục nhã với điều đó. Tại sao đến bây giờ mà người dân thành phố Hồ Chí Minh bị ép phải tiêm sinopharm, em có cảm thấy nhục nhã về điều đó không?"
Sau khi được sinh viên này phát tán, lan truyền trên mạng xã hội, clip này đã tạo ra nhiều luồng dư luận. Ngày 17 tháng 8 năm 2021, bộ Giáo dục và Đạo tạo ra văn bản đề nghị Trường ĐH Duy Tân có văn bản báo cáo đầy đủ, chi tiết về sự việc trước ngày 23 tháng 8 năm 2021.

### Tuyển sinh
- Trong mùa tuyển sinh năm 2020, một cán bộ làm công tác tuyển sinh của Trường cùng cộng tác viên tuyển sinh đã tự ý soạn thảo và gửi 900 thư nặc danh đến học sinh, giáo viên các tỉnh khu vực miền Trung, Tây nguyên với nội dung bôi xấu, hạ uy tín các Đại học tại thành phố Đà Nẵng[26] , gây tâm lý hoang mang cho phụ huynh và thí sinh trong việc chọn trường.[27]
- Năm 2018, sinh viên khóa 20 tốt nghiệp ngành Văn - Báo chí phản ánh trường cấp bằng không đúng với thông tin tuyển sinh và chương trình học (giấy báo ghi trúng tuyển vào ngành văn học, chuyên ngành Văn - Báo chí; khi ra trường bằng tốt nghiệp ghi cử nhân Văn học). Tuy nhiên, theo quy định tại điểm c, khoản 2, điều 2 của Thông tư số 19/2011/TT-BGDĐT của Bộ GD-ĐT về việc ban hành mẫu bằng tốt nghiệp thì trên bằng tốt nghiệp đại học chỉ ghi ngành đào tạo. Việc nhà Trường in tên ngành văn học trên bằng tốt nghiệp của sinh viên là đúng với Thông tư 19 của Bộ GD-ĐT và thẩm quyền của nhà Trường.[28]-

### Sai phạm trong sử dụng người lao động, giảng viên
- Đại học Duy Tân bị tố cáo về việc ép buộc giảng viên, chấm dứt hợp đồng trái quy định với người lao động[29][30] . Người lao động và giảng viên cho biết, Đại học Duy tân đã ép buộc giảng viên tham gia khóa đào tạo định kì và khoảng chi phí này sẽ được ghi chép lại như một "chi phí đào tạo", buộc giảng viên phải bồi thường toàn bộ khoảng chi phí này nếu nghỉ việc. Ngoài ra, trường còn dùng biện pháp "tự nguyện trên tinh thần bắt buộc" để giữ văn bằng gốc của người lao động, mặc dù việc giữ văn bằng gốc đã vi phạm nghị định số 95/2013/NĐ-CP, nhưng theo ông Phạm Thanh Hiền - Phó Ban Chính sách pháp luật và quan hệ lao động (Liên đoàn Lao động TP.Đà Nẵng) thì đây là "thỏa thuận" của nhà trường và người lao động.[31]
- Năm 2014, Đại học Duy Tân đã ký hợp đồng lao động với người lao động có quốc tịch nước ngoài để thực hiện công tác giảng dạy nhưng những lao động có quốc tịch nước ngoài này chưa có giấy phép lao động của cơ quan Nhà nước Việt Nam có thẩm quyền cấp. Nhiều giáo sư, phó giáo sư tiến sĩ hồ sơ cá nhân không đầy đủ.[32]

### Sai phạm về thu chi, tài chính
- Năm 2013–2014 có nhiều chứng từ thanh toán chi phí đi công tác vượt mức quy định, chẳng hạn như thanh toán tiền mua vé máy bay không có thẻ lên máy bay, không có chứng từ thể hiện số ngày đi công tác, các chứng từ đi taxi không thể hiện rõ nội dung về thời gian, tuyến đường, một số chứng từ thanh toán không kịp thời, có chứng từ phát sinh từ tháng 6/2013 nhưng đến tháng 2/2014 mới thực hiện thanh toán. Trường đã chi công tác phí đi nước ngoài vượt định mức hơn 2 tỷ đồng, thanh toán tiền mua vé máy bay thiếu chứng từ hơn 1,7 tỷ đồng.[32][33]
- Năm 2015, theo kết luận của Thanh tra TP Đà Nẵng các khoản kinh phí khám sức khỏe đầu năm học, tiền mua thuốc chăm sóc sức khỏe ban đầu cho sinh viên được thanh quyết toán với cơ quan Bảo hiểm xã hội từ nguồn kinh phí y tế trường học nhưng hạch toán vào chi phí của trường. Vi phạm việc thực hiện chế độ bảo hiểm xã hội, bảo hiểm y tế, bảo hiểm tai nạn đối với giảng viên và người lao động.[34][35] Nhà trường cũng chưa xây dựng và đăng ký thang lương, bảng lương với cơ quan quản lý Nhà nước về lao động; chưa đăng ký đóng bảo hiểm xã hội (BHXH), bảo hiểm y tế, bảo hiểm thất nghiệp cho một số lao động theo quy định. Các đối tượng chưa tham gia BHXH thuộc diện phải tham gia đóng BHXH năm 2014 là 45 người; đối tượng lớn tuổi thuộc diện phải tham gia BHXH nhưng chưa đóng BHXH đến tháng 12-2014 là 11 người.[32][36]

### Sai phạm khác
- Hai công trình nhà 5 tầng A và nhà 5 tầng B tại phường Hòa Khánh Nam (quận Liên Chiểu) chưa có kết luận của Sở Xây dựng TP. Đà Nẵng về việc kiểm tra công tác nghiệm thu của chủ đầu tư trước khi đưa vào sử dụng vào năm 2015.[32]

## Hoạt động nghiên cứu khoa học

### Cơ sở nghiên cứu
Đại học Duy Tân xây dựng hệ thống các viện, trung tâm để phục vụ cho công tác nghiên cứu khoa học. Trong đó có Viện Nghiên cứu và Phát triển Công nghệ cao (Đà Nẵng), Viện Nghiên cứu Khoa học Cơ bản và Ứng dụng tại Hà Nội, Viện Nghiên cứu Khoa học Cơ bản và Ứng dụng tại Tp. Hồ Chí Minh, Viện Nghiên cứu & Đào tạo Y-Sinh-Dược; Viện Sáng kiến Sức khỏe Toàn cầu; Trung tâm Công nghệ Phần mềm (CSE); Trung tâm Công nghệ Thông tin và Truyền thông (CIT); Trung tâm Điện-Điện tử (CEE),…

### Sản phẩm nghiên cứu
- "Ứng dụng công nghệ mô phỏng thực tại ảo 3D xây dựng cơ thể người phục vụ công tác giảng dạy, học tập và nghiên cứu trong khối ngành khoa học sức khỏe" giải nhất Giải thưởng Nhân tài đất Việt năm 2017, giải Bạc tại ASEAN ICT Awards 2018, Danh hiệu Sao Khuê dành cho sản phẩm xuất sắc tiêu biểu ngành Công nghệ Thông tin năm 2018 và được chọn in trong Sách vàng Sáng tạo Việt Nam 2018.[38]
- "Sản phẩm eCPR: Hệ thống huấn luyện kỹ năng sơ cấp cứu hồi sức tim, phổi vì cộng đồng" được trao Danh hiệu Sao Khuê năm 2020[39].
- Sản phẩm "Máy đóng nan lô tự động" được Cục Sở hữu Trí tuệ cấp bằng sáng chế năm 2020.[40]
- Ứng dụng 3D trong Y học với 3.924 chi tiết, mô phỏng đầy đủ các hệ cơ quan trong cơ thể người như: xương, cơ, mạch máu, tim, hệ thần kinh,... phục vụ công tác giảng dạy, học tập và nghiên cứu: lọt vào Top 10 của 5 hạng mục giải thưởng Sản phẩm Công nghệ số - MAKE IN VIET NAM và giải Nhì hạng mục Sản phẩm Số tiềm năng 2020.[41]

### Hoạt động nghiên cứu của sinh viên
Dưới đây là danh sách giải thưởng của sinh viên Đại học Duy Tân trong hoạt động nghiên cứu:
- Sinh viên Đặng Xuân Nam với đề tài "Quy hoạch không gian kiến trúc cảnh quan tuyến Nguyễn Văn Linh – Cầu Rồng, TP Đà Nẵng" giành giải Nhất Giải thưởng Loa Thành 2010[42]. Năm 2018, sinh viên Hồ Phụng Hoàn giành giải nhì với đề tài "Cầu Sông Hiếu" tại Giải thưởng Loa Thành.[43]
- Vô địch CDIO Academy 2013, Cup Vô địch CDIO Academy tại Phần Lan năm 2016, CDIO Academy tại Canada năm 2017, CDIO Academy tại Nhật Bản năm 2018,…[44][45][46][47]
- Năm 2014, IDEERS DTU của Đại học Duy Tân - đội tuyển duy nhất của Việt Nam đã giành Cúp Vô địch IDEERS châu Á - Thái Bình Dương trong cuộc thi “Thiết kế Mô hình Nhà chống Động đất” (IDEERS) lần thứ 14 tại Đài Loan.[48]
- Trần Bảo Toàn đạt giải nhất cuộc thi ERC 2019 (Emotion Recognition Challenge) với mô hình nhận diện cảm xúc.[49]
- Giải Nhì Cuộc thi “Sinh viên với An toàn thông tin ASEAN” do Hiệp hội An toàn thông tin VN (VNISA) phối hợp với Cục Công nghệ thông tin (Bộ GD-ĐT) và Cục An toàn Thông tin (Bộ TTTT) tổ chức. [50] [51]
- Giải Nhì tại ARAB Security Cyber Wargames ở Ai Cập. [52]
- Giải Ba Cuộc thi Insomnihack CTF Finals ở Thụy Sĩ [53]
- Giải Á quân 1 GO GREEN 2022. [54]
- Bộ sưu tập mở màn ThaiLand Fashion Week có thiết kế của sinh viên ĐH Duy Tân [55]
- Giải nhất Hackathon 2022 với ứng dụng 'Thử đồ không cần chạm' [56]
- Giải Nhì tại ARAB Security Cyber Wargames ở Ai Cập [57]
- 100% sinh viên Trường Khoa học máy tính ĐH Duy Tân có việc làm khi ra trường [58]
- Sinh viên Duy Tân đạt top 40 cô gái đẹp nhất Hoa hậu Thế giới Việt Nam 2023 [59]
- Sinh viên Thiết kế Thời trang ĐH Duy Tân góp sức kiến tạo trang phục cho nhiều show thời trang [60]
- Kình ngư SV Duy Tân giành HCV và HCB tại SEA Games 32 [61]
- Sinh viên Duy Tân mang về tấm huy chương vàng đầu tiên môn Kickboxing cho đoàn thể thao Việt Nam ở SEA Games 32 [62]
- Sinh viên Duy Tân đạt giải Á quân 2 tại Cuộc thi tài năng Âm nhạc Việt mùa 4 [63]
- Sinh viên Duy Tân trúng tuyển "Chương trình Internship Nhật Bản" [64]
- Đại sứ sinh viên Duy Tân 2023 nhận học bổng tham dự Hội thảo Mạng lưới Thanh niên ASEAN - Hàn Quốc [65]
- Sinh viên ĐH Duy Tân nhận Học bổng Hòa Bình Blue Compass trị giá 100 triệu đồng [66]
- Nhóm nghiên cứu ĐH Duy Tân đồng chủ trì một công bố quốc tế về lĩnh vực Khoa học Khảo cổ [67]
- Sinh viên Duy Tân giành giải Ba Cuộc thi Đấu trường Chứng khoán Sinh viên Toàn quốc 2023 [68]
- Câu lạc bộ Karatedo ĐH Duy Tân đạt 27 huy chương và giải Nhất toàn đoàn Giải Nghĩa Dũng Karatedo Đà Nẵng lần thứ IV [69]
- Ứng dụng Hỗ trợ cứu nạn của SV ĐH Duy Tân đứng nhất cuộc thi OSM Hackfest 2023 [70]
- Sinh viên ĐH Duy Tân giành cả giải Nhất và Nhì ở Samsung Innovation Campus (SIC) 2023 [71]
- SV ĐH Duy Tân đứng Nhì tại Diễn tập quốc tế APCERT 2023 dành cho các cơ quan, doanh nghiệp [72]
- Sinh viên ĐH Duy Tân giành giải thưởng Nghiên cứu Khoa học cấp Bộ 2023 [73]
- Sinh viên ĐH Duy Tân giành giải Ba cuộc thi “Tìm kiếm Tài năng Thiết kế và Lập trình Game [74]
- Sinh viên ĐH Duy Tân đứng Nhì Cuộc thi An ninh Mạng ASEAN ở Indonesia [75]
- Sinh viên ĐH Duy Tân nhận danh hiệu Sao tháng Giêng, Sinh viên 5 tốt cấp Trung ương [76]
- Sinh viên ĐH Duy Tân nghiên cứu nấm quý và tốt nghiệp với bài báo Q1 cùng 'Poster Xuất sắc' tại Hội nghị về Nấm [77]

## Cơ sở vật chất

Đại học Duy Tân cơ sở 120 Hoàng Minh Thảo, Hòa Khánh Nam, Q. Liên Chiểu, Tp. Đà Nẵng

Hiện tại Đại học Duy Tân có các cơ sở sau:
- Cơ sở 3 Quang Trung, Q. Hải Châu, Tp. Đà Nẵng
- Cơ sở K7/25 Quang Trung, Q. Hải Châu, Tp. Đà Nẵng
- Cơ sở 137 Nguyễn Văn Linh, P. Nam Dương, Q. Hải Châu, Tp. Đà Nẵng
- Cơ sở 254 Nguyễn Văn Linh, Q. Thanh Khê, Tp. Đà Nẵng
- Cơ sở 209 Phan Thanh, Q. Thanh Khê, Tp. Đà Nẵng
- Cơ sở 120 Hoàng Minh Thảo, Hòa Khánh Nam, Q. Liên Chiểu, Tp. Đà Nẵng

### Cơ sở vật chất
Đại học Duy tân gồm 200 phòng học, giảng đường, phòng thực hành, phòng thí nghiệm, 3 thư viện với diện tích hơn 1.820 m2 , lưu trữ khoảng 58.000 bản sách in. Trường có 2 sân bóng đá, 4 sân cầu lông, 1 sân bóng rổ, và 1 sân tennis.
Trường có thư viện Điện tử (gồm cả VISTA, Springer,…) , 1 Xưởng phim Én bạc (Silver Swallows Studio - SSS) , Trung tâm Mô phỏng Y khoa (MedSIM), 2 phòng thu âm, ghi hình, hệ thống Data Center và hệ thống phần mềm phục vụ quản lí nhân sự, đào tạo tín chỉ,…

## Quy mô đào tạo
Trường đã tuyển sinh được 108.888 nghiên cứu sinh, học viên, sinh viên, trong đó có: 7 khoá Tiến sĩ với 51 nghiên cứu sinh; 22 khóa Thạc sĩ với 2.569 học viên cao học; 26 khóa đại học, cao đẳng với 106.268 sinh viên; và 12 khóa Trung cấp Chuyên nghiệp với 12.400 học sinh.

### Kiểm định giáo dục
- Đại học Duy Tân đạt kiểm định ABET cho 4 chương trình gồm: Kỹ thuật Mạng, Hệ thống Thông tin Quản lý năm 2019[83] , Công nghệ Kỹ thuật Điện-Điện tử năm 2020[84] và Công nghệ Phần mềm năm 2021.
- Chứng nhận Kiểm định Chất lượng Giáo dục do Trung tâm Kiểm định chất lượng Giáo dục cấp ngày 20 tháng 2 năm 2017.[85]
- Chứng nhận Kiểm định Chất lượng Cơ sở Giáo dục chu kỳ 2 do Trung tâm Kiểm định chất lượng Giáo dục cấp năm 2022.[86]
- Đại học Duy Tân trở thành trường đại học đầu tiên và duy nhất của Việt Nam đạt kiểm định UNWTO TedQual cho Du lịch [87]
- Đại học đầu tiên của Việt Nam lọt top 51-100 thế giới lĩnh vực Du lịch [88]
- Xếp hạng các Đại học Việt Nam tốt nhất châu Á (THE 2023) [89]
- Top 9 đại học Việt Nam vào bảng xếp hạng tầm ảnh hưởng (THE 2023) [90]
- Trường Đại học đạt thứ hạng cao nhất Việt Nam trên Bảng Xếp hạng QS World University Rankings (WUR) 2024 [91]

### Đội ngũ giảng viên
Đội ngũ cán bộ, giảng viên, nhân viên gồm 1.238 người, trong đó có 843 giảng viên (có 234 giảng viên có trình độ là TS, PGS, GS).

## Thành tích
Năm học 2019-2020, Đại học Duy Tân công bố 2.562 bài báo ISI, 115 bài báo trên tạp chí Scopus, 52 bài báo trên tạp chí Non - ISI, 46 bài báo tại Hội nghị quốc tế,... Trường có mặt trong một số bảng xếp hạng đại học như: QS Rankings, CWUR, URAP, Nature Index, THE, SCImago, Webometrics, UNWTO TedQual.

Trường được trao nhiều danh hiệu, trong số đó có Huân chương Lao động hạng Nhất (năm 2019).

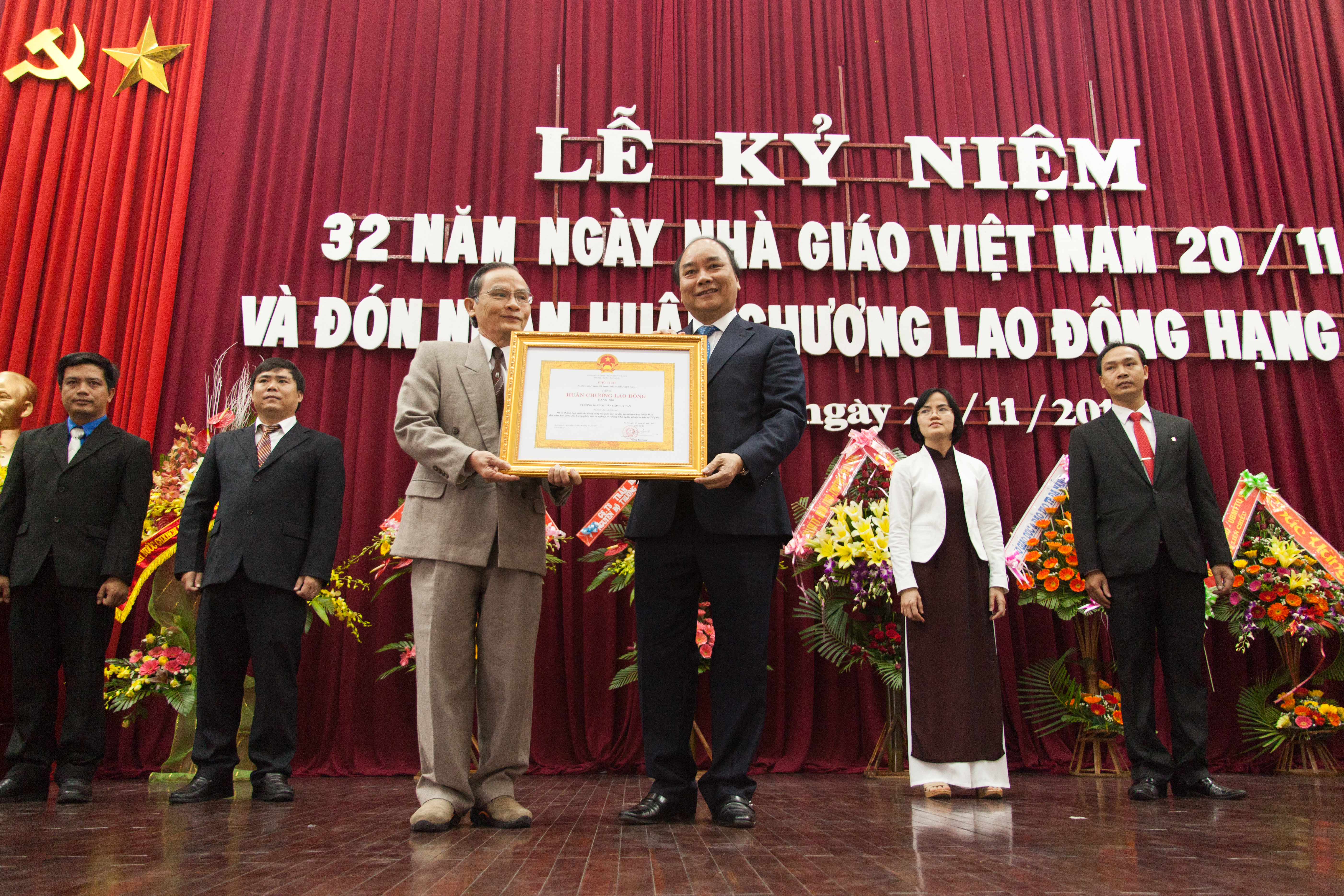
Phó Thủ tướng Nguyễn Xuân Phúc trao Huân chương Lao động hạng Nhì
Chủ tịch nước Trương Tấn Sang thăm Đại học Duy Tân, kỷ niệm 63 năm thành lập trường
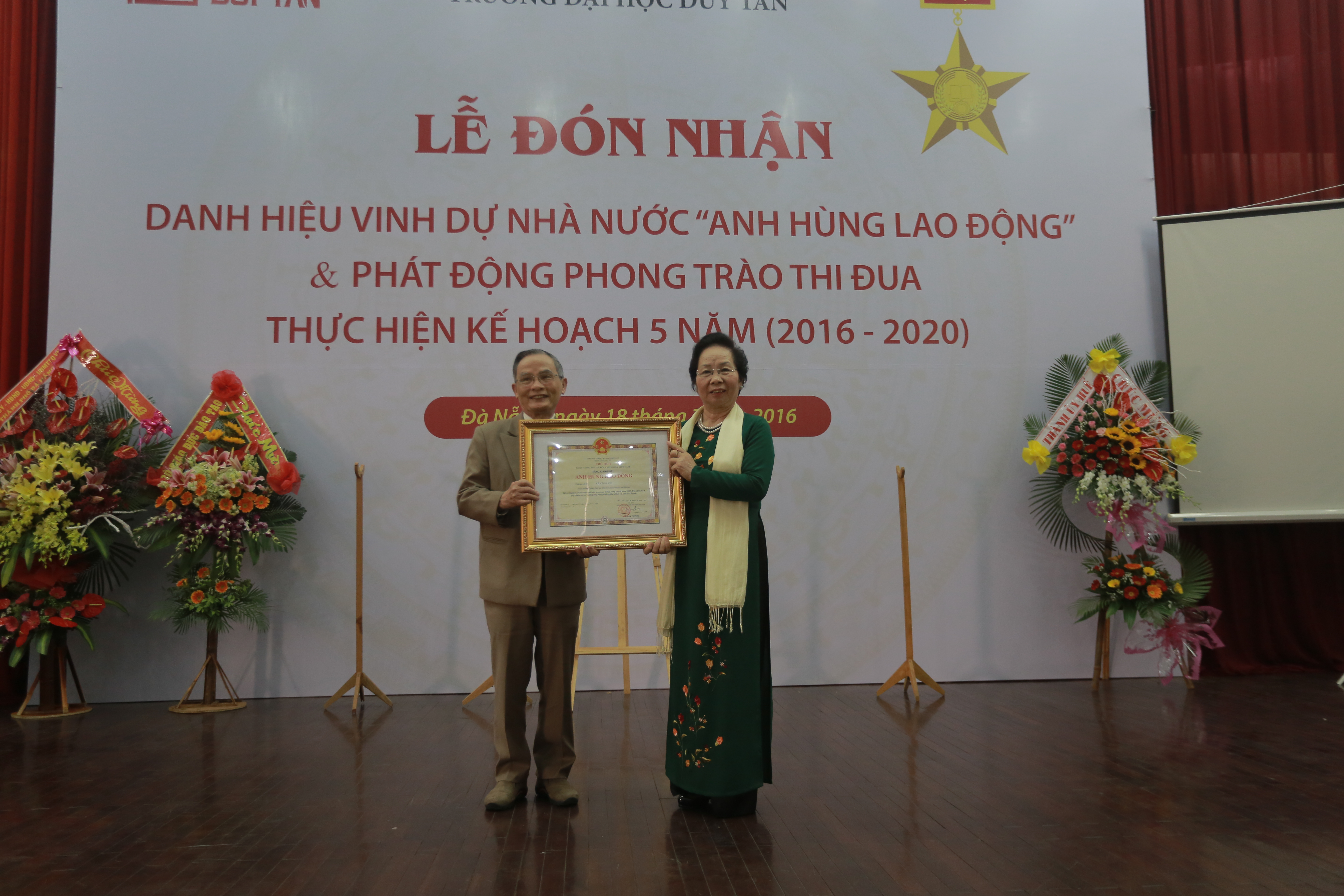
Phó Chủ tịch nước Nguyễn Thị Doan trao Danh hiệu Anh hùng lao động cho Nhà giáo Ưu tú Lê Công Cơ
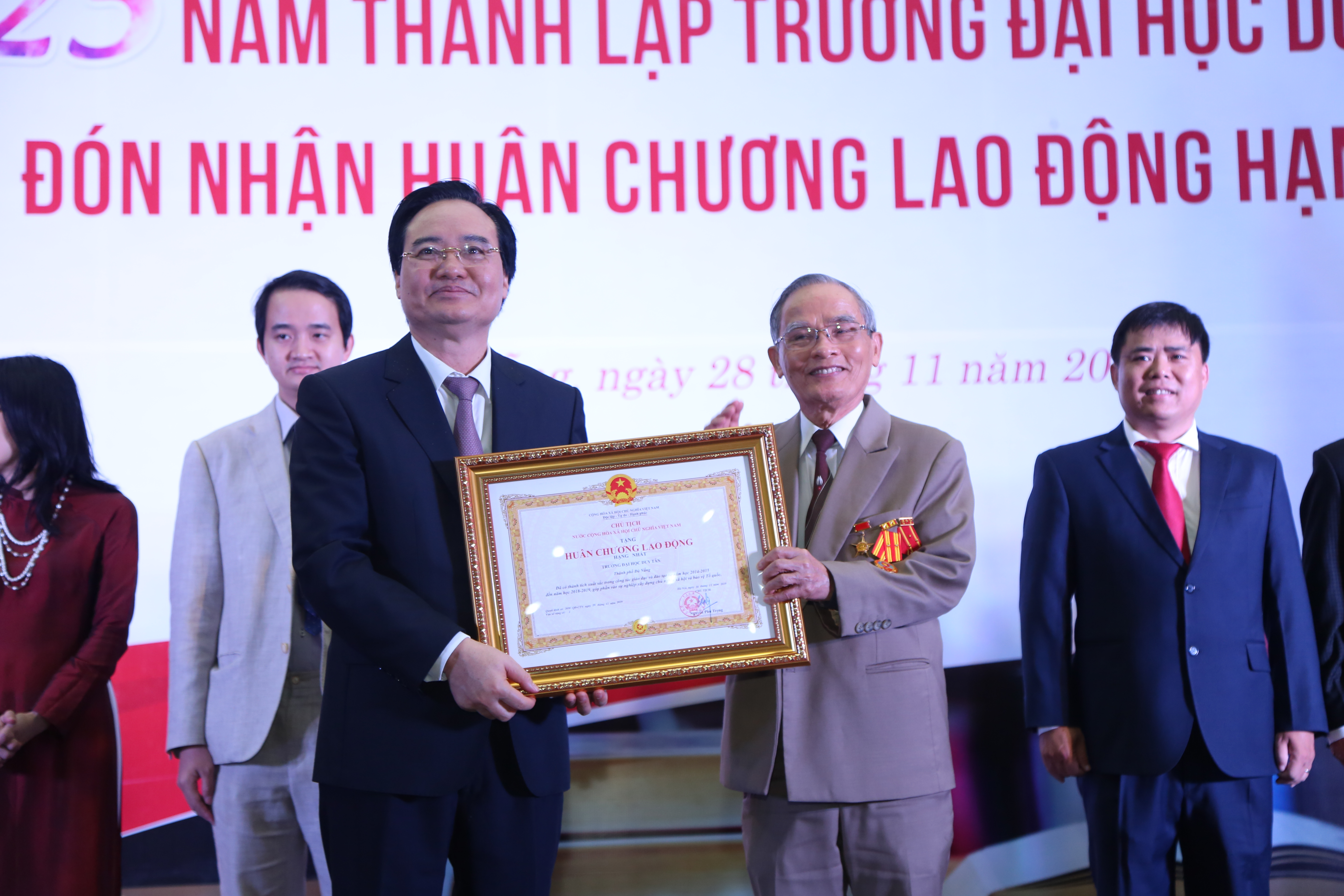
Bộ trưởng GD-ĐT Phùng Xuân Nhạ thừa ủy quyền Chủ tịch nước, trao tặng Huân chương Lao động hạng Nhất cho nhà trường